# Панцу

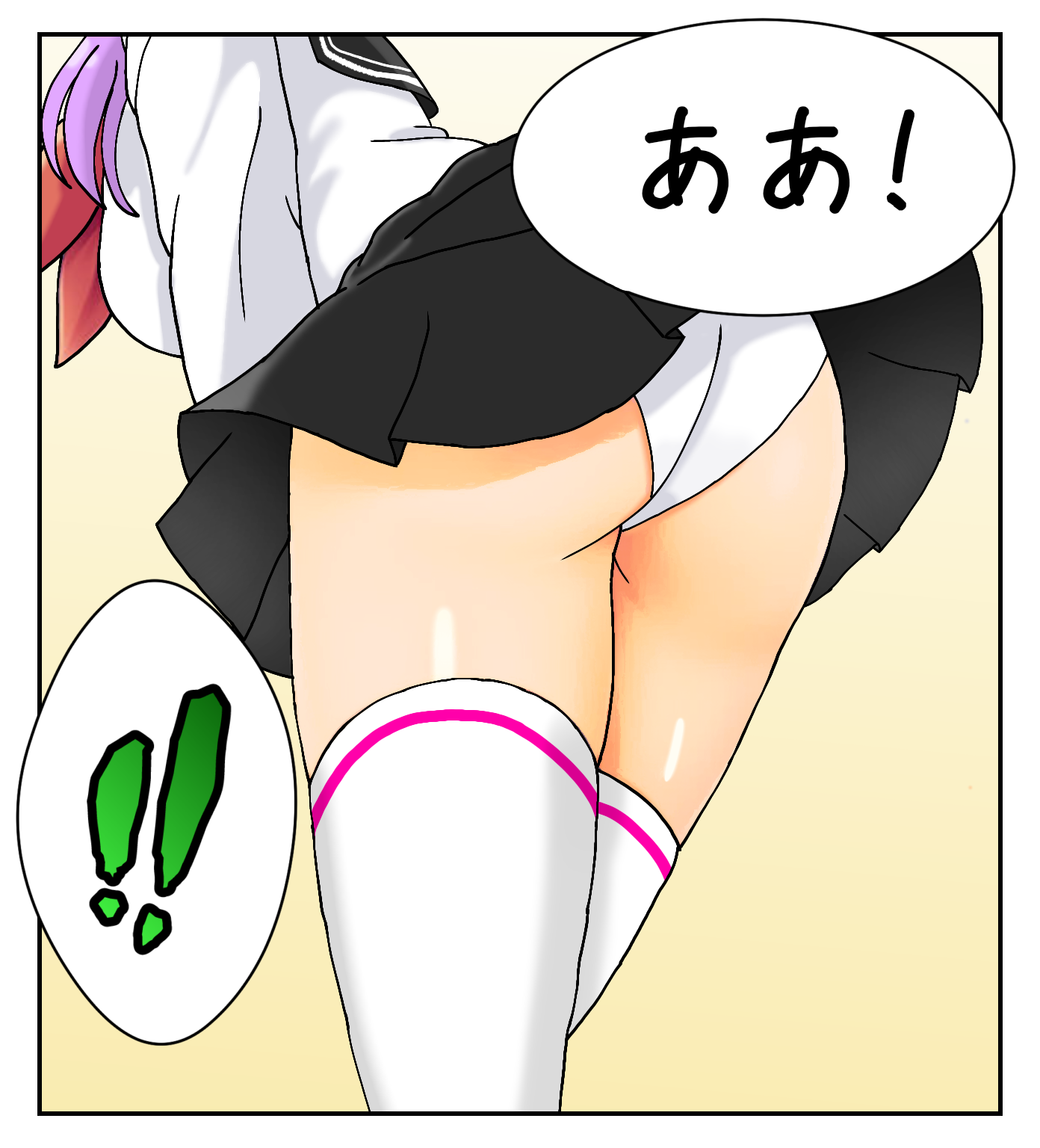
Пример панцу

Панцу (яп. パンツ, от англ. pants) — японское слово, обозначающее «трусы» (нижнее бельё). В аниме и манге этим словом называют появление в кадре женского белья. Периодическое мелькание нижнего белья (так называемый «панцушот») — неизменный атрибут фансервиса, особенно это относится к жанрам этти и хентай. Данное явление введено в обиход японскими художниками и аниматорами в конце шестидесятых годов XX века. Тогда панцу стало часто появляться в рассказах про милых девушек (бисёдзё) или школьниц в форме, ориентированных на взрослую мужскую аудиторию.
Также это явление известно под названиями «панти» (パンティー, англ. panty) и «пантира» (パンチラ, фраза японских женщин «у вас видны трусы»).

## Происхождение
Развитие панцу в японской массовой культуре было проанализировано многими авторами. Данное явление связано с приходом западной культуры в Японию после Второй мировой войны.
Один японский источник относит появление панцу к фильму «Зуд седьмого года» (1955). Популяризация образа Мэрилин Монро породила повальное увлечение японцев панцу: согласно социологу Сёити Иноуэ, практика мимолётно заглядывать под юбки женщин была очень популярна в этот период: «В журналах того времени имелись статьи, перечислявшие лучшие места, где можно было рассмотреть трусы».
В конце 1960-х годов панцу распространяется в основном течении индустрии комиксов, когда начинающие мангаки (например, Го Нагаи) начали исследовать сексуальные образы в сёнэн-комиксах. В ориентированных на юношескую аудиторию произведениях начали подниматься и «взрослые» вопросы. Миллеган утверждает, что этти, жанр 1970-х годов, заполнил свободное пространство, вызванное упадком сети библиотек:

Японские комиксы начнут исследовать эротичные темы не раньше шестидесятых годов, с крахом системы платных библиотек (в значительной степени вызванный неожиданным успехом дешёвых журналов комиксов, типа Kodansha Publishing’s Shonen Magazine). Художники, работавшие в системе платных библиотек, уже провели описание графического насилия и объявили, что рисовали гэкига («драму в картинках»), а не просто комиксы.
В поиске реализма (и читателей) скорое появление секса было неизбежно.
По мере развития японского рынка секс распространился во все мыслимые рыночные ниши. Гэкига продолжили его реалистичное и зачастую наполненное жестокостью изображение. Комиксы для мальчиков начали исследовать «изящный» секс, преимущественно состоящий из пантиры и девушек в ду́ше.
— Millegan, Kris. «Sex in Manga», 1999.

## Панцу как маркетинговый ход
К июньскому выпуску японского эротического журнала PC Angel neo за 2011 год в маркетинговых целях в качестве бесплатного дополнения прилагались предварительно ароматизированные панцу одного из трёх цветов — голубого, жёлтого или красного, обозначающих соответственно «свежий», «цветочный» и «страстный» ароматы. Эта инициатива издателей вызвала неоднозначную реакцию, некоторые магазины даже предлагали покупателям сначала понюхать трусики, а затем уже приобрести понравившийся номер журнала.